# Ceraphron pleurostriatus
Ceraphron pleurostriatus är en stekelart som beskrevs av Paul Dessart 1975. Ceraphron pleurostriatus ingår i släktet Ceraphron och familjen pysslingsteklar. Inga underarter finns listade i Catalogue of Life.